# Henri Delavallée
Henri Delavallée (n. 24 aprilie 1862, Reims, Franța – d. 12 iunie 1943, Pont-Aven, Concarneau Cornouaille Agglomération⁠(d), Franța) a fost un pictor francez postimpresionist care a devenit membru al coloniei de artiști din Pont-Aven.

## Biografie
Un foarte bun elev la școală, în 1879 Delavallée s-a înscris simultan la Sorbona și la École des Beaux-Arts unde a studiat sub îndrumarea celor mai buni profesori de artă ai epocii: Carolus-Duran⁠(d), Luc-Olivier Merson⁠(d), Henri Lehmann⁠(d) și Ernest Hébert⁠(d). Acolo a cunoscut-o și pe Gabrielle Moreau, viitoarea lui soție. La începutul anilor 1880, unul dintre prietenii săi artiști, Hersart du Buron, l-a încurajat să meargă cu el în Bretania pentru a găsi peisaje pe care să le picteze. Au vizitat insula Ushant, Le Faouët și Châteauneuf-du-Faou înainte de a ajunge la Pont-Aven, unde au stat cu verii prietenului său. În 1886, în timpul uneia dintre numeroasele sale șederi în sat, i-a cunoscut pe Paul Gauguin și Émile Bernard⁠(d).
În 1887, datorită prietenului său Félix Bracquemond⁠(d), i-a fost prezentat lui Camille Pissarro și Georges Seurat. A lucrat cu Pissarro, a cărui abordare a apreciat-o în mod deosebit, în Marlotte⁠(d), producând lucrări în stilul divizionist și pointilist . În 1889, a realizat și gravuri. Din 1891 până în 1896, a expus la galeria lui Paul Durand-Ruel⁠(d), la Société des Amis des Arts din Nantes și la Saloanele din Paris. În 1894, l-a întâlnit pe Paul Gauguin în Pont-Aven. În mai 1895, a expus trei lucrări la Liège. În 1896, familia a părăsit Parisul pentru Constantinopol, unde el și soția sa s-au amestecat cu înalta societate turcă. În 1901, s-au întors în Franța și și-au stabilit casa în Pont-Aven, unde s-au asociat cu Théodore Botrel⁠(d). În 1941, Galerie Saluden din Quimper a realizat o retrospectivă a operei sale. A murit în 1943 la Pont-Aven unde este înmormântat.

## Galerie

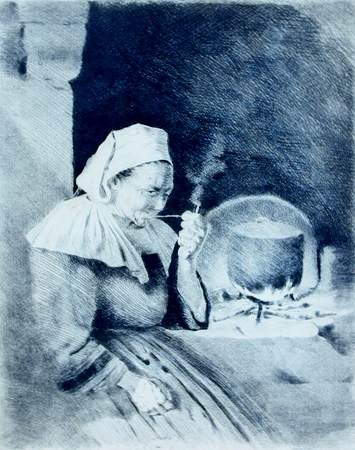
Gravura lui Henri Delavallée Bretonne fumant la pipe devant l'âtre
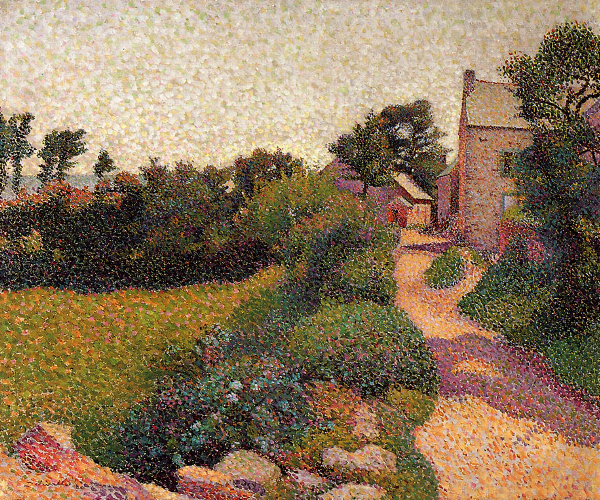
Stradă însorită în Port-Manech, de Henri Delavallée. Pictat în jurul anului 1887
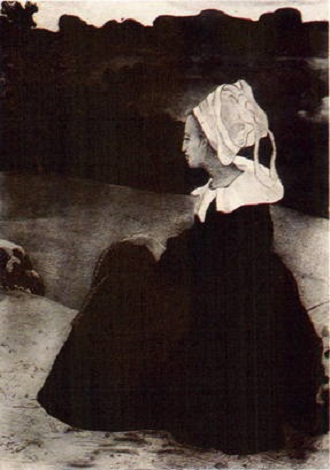
Bretonă în negru a lui Henri Delavallée datând din 1893 și ținută la Musée des beaux-arts din Quimper.
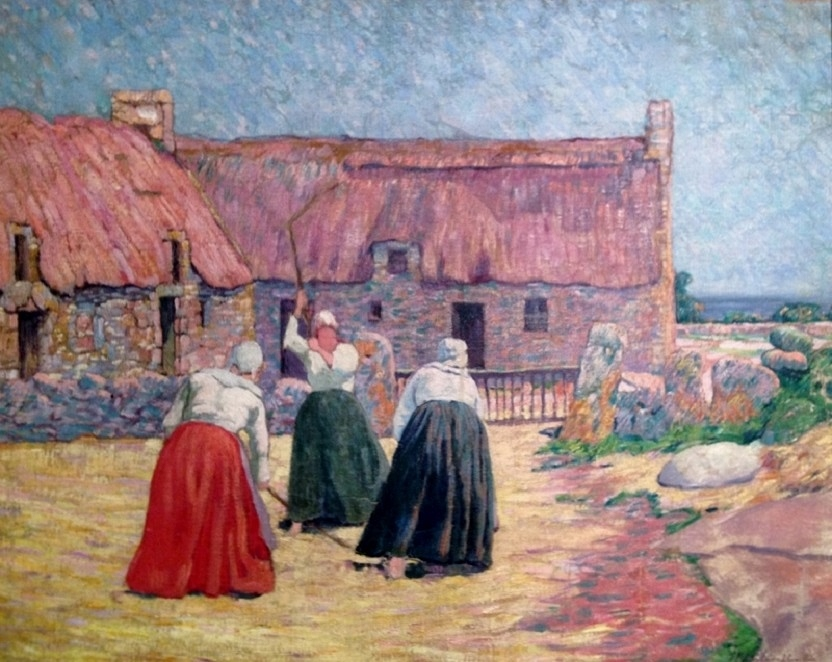
Scenă de treierat a lui Henri Delavallée. .
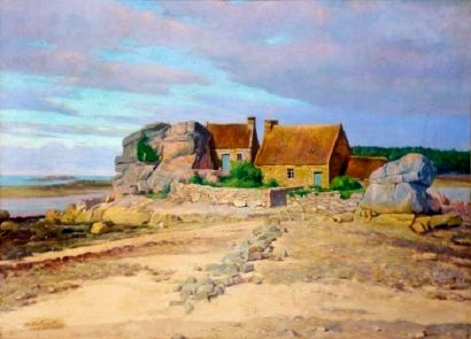
Case în Bretania a lui Henri Delavallée.